# سکی‌فولد

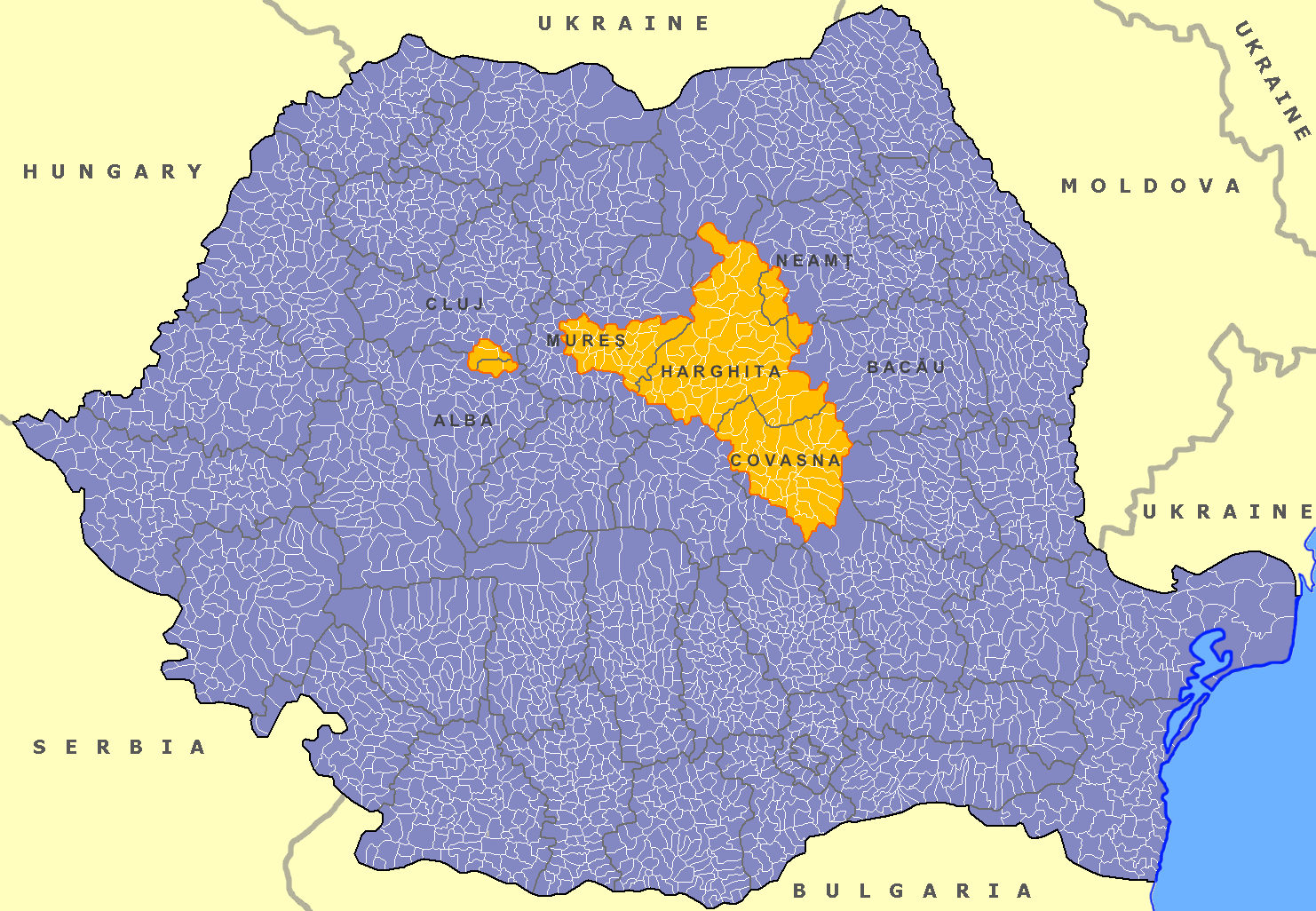
سکی‌فولد در نقشه رومانی کنونی

سِکِی‌فولد یا سِکلِرلاند (مجاری: Székelyföld: [ˈseːkɛjføld], آلمانی: Szeklerland, رومانیایی: Ținutul Secuiesc) منطقه‌ای تاریخی در ترانسیلوانی، رومانی امروزی است، که عمدتاً سکی‌ها، زیرگروهی از مجارها در آن سکونت دارند و زبان اکثریت در آن مجاری است. مرکز فرهنگی آن شهر ترگو مورش (ماروش‌واشارهِی)، بزرگ‌ترین سکونتگاه این منطقه است. اقداماتی در جهت خودمختاری سرزمینی این منطقه در رومانی انجام گرفته است.
پس از جنگ جهانی اول و پیمان تریانون در سال ۱۹۲۰، ترانسیلوانی شامل تمامی سکی‌فولد ضمیمه خاک رومانی شد. با دومین حکمیت وین در سال ۱۹۴۰، این منطقه به معنای امروزی به مجارستان بازگشت و سپس در سال ۱۹۴۴ توسط نیروهای شوروی و رومانیایی اشغال شد و با معاهده صلح پاریس در سال ۱۹۴۷، سکی‌فولد دوباره تحت کنترل رومانی قرار گرفت.

## یادداشت
1. ↑  فُ